# Лэдд, Хейли
Хейли Элизабет Лэдд (англ. Hayley Elizabeth Ladd; родилась 6 октября 1993, Шеффилд) — валлийская футболистка, защитник клуба «Эвертон» и женской сборной Уэльса.

## Клубная карьера
Выступала за футбольные академии клубов «Сент-Олбанс Сити» и «Арсенал». Летом 2012 года перешла на правах аренды в финский клуб «Коккола Футис 10» и провела за него 12 матчей в лиге.
С 2012 по 2015 год выступала за женскую команду «Ковентри Сити».
В январе 2015 года подписала контракт с клубом «Бристоль Сити». Провела в клубе два сезона.
31 июля 2017 года подписала контракт с клубом «Бирмингем Сити», отказавшись подписывать новый контракт с «Бристоль Сити». Провела в команде два сезона. В мае 2019 года покинула команду, отказавшись подписывать новый контракт с клубом.
5 июня 2019 года подписала контракт с «Манчестер Юнайтед». 21 ноября 2019 года забила свой первый гол за женскую команду «Юнайтед» в матче Кубка Женской футбольной лиги против «Лестер Сити» дальним ударом с 35 ярдов.

## Карьера в сборной
15 июня 2011 года дебютировала в составе женской сборной Уэльса в товарищеском матче против Новой Зеландии. 8 июня 2017 года забила свой первый гол за сборную в матче против Португалии . В 2019 году провела свой 50-й матч за национальную сборную.